# Daniel Bennie
Daniel Ian Bennie, né le 13 avril 2006 à Hong Kong, est un footballeur australien qui évolue au poste d'ailier au Queens Park Rangers FC.

## Biographie

### Carrière en club
Bennie naît à Hong Kong, où il commence à jouer au football avant de déménager à Perth vers l'âge de douze ans. Il rejoint le Perth Glory FC où il est formé jusqu'à y signer son premier contrat professionnel le 10 juillet 2023,. Moins d’une semaine plus tard, il fait ses débuts en amical sous les couleurs du club en marquant le deuxième but de son équipe lors d’une défaite 6-2 face à West Ham United,, où il fait partie des neuf jeunes joueurs alignés.
Il dispute son premier match officiel en entrant en jeu le 18 juillet 2023, lors d’une défaite 4-0 en coupe d'Australie face au Macarthur FC. Sa première titularisation a lieu le 22 octobre 2023 au Perth Oval, lors d’un match nul 2-2 en championnat contre les Newcastle Jets.
Le 30 mai 2024, le Perth Glory annonce le transfert de Bennie vers le club anglais de Queens Park Rangers pour un montant non dévoilé, mais estimé à environ 250 000 livres sterling. Le 10 août, il fait ses débuts sous ses nouvelles couleurs en entrant en jeu lors d’une défaite 3-1 face à West Bromwich Albion en Championship.

### En sélection
Avec les équipe jeunes de l'Australie, il participe à la Coupe d'Asie des moins de 17 ans en 2023 (élimination en quart de finale face au Japon), puis à la Coupe d'Asie des moins de 20 ans qu'il remporte en 2025.
Il est également éligible pour jouer avec l'équipe nationale de Hong Kong, son territoire de naissance, bien qu'il ne soit pas d'ascendance hongkongaise.

## Palmarès
- Vainqueur de la coupe d'Asie des moins de 20 ans en 2025[16].